# Olympische Sommerspiele 1964/Teilnehmer (Spanien)
| Gelbes Symbol für Goldmedaillen mit stilisierten Olympischen Ringen | Graues Symbol für Silbermedaillen mit stilisierten Olympischen Ringen | Braundes Symbol für Bronzemedaillen mit stilisierten Olympischen Ringen |
| ------------------------------------------------------------------- | --------------------------------------------------------------------- | ----------------------------------------------------------------------- |
| —                                                                   | —                                                                     | —                                                                       |

Spanien nahm an den Olympischen Sommerspielen 1964 in Tokio mit einer Delegation von 51 Athleten (48 Männer und 3 Frauen) in 35 Wettbewerben in neun Sportarten teil. Ein Medaillengewinn gelang keinem der Athleten. Fahnenträger bei der Eröffnungsfeier war der Hockeyspieler Eduardo Dualde.

## Teilnehmer nach Sportarten

### Boxen
- Agustín Senin
Bantamgewicht: in der 1. Runde ausgeschieden

- Valentín Loren
Federgewicht: in der 1. Runde ausgeschieden

- Domingo Barrera
Leichtgewicht: im Viertelfinale ausgeschieden

- Miguel Velásquez
Halbweltergewicht: in der 1. Runde ausgeschieden

### Hockey
- 4. Platz
Jorge Vidal
Narciso Ventalló
Luis María Usoz
Julio Solaun
Ignacio Macaya
Jaime Echevarría
Eduardo Dualde
José Antonio Dinarés
Carlos del Coso
José Colomer
Juan Ángel Calzado
Pedro Amat
Jaime Amat
Francisco Amat

- Antonio Nogués

### Leichtathletik
Männer
- Rogelio Rivas
100 m: im Vorlauf ausgeschieden

- Francisco Aritmendi
5000 m: im Vorlauf ausgeschieden

- Fernando Aguilar
5000 m: im Vorlauf ausgeschieden
10.000 m: Rennen nicht beendet

- Luis María Garriga
Hochsprung: 21. Platz

- Ignacio Sola
Stabhochsprung: 15. Platz

- Luis Felipe Areta Sampériz
Weitsprung: 6. Platz
Dreisprung: 20. Platz

### Radsport
- José Manuel López
Straßenrennen: 5. Platz
Mannschaftszeitfahren: 8. Platz

- José Manuel Lasa
Straßenrennen: 23. Platz

- Mariano Díaz
Straßenrennen: 32. Platz
Mannschaftszeitfahren: 8. Platz

- Jorge Mariné
Straßenrennen: 34. Platz

- José Ramón Goyeneche
Mannschaftszeitfahren: 8. Platz

- Luis Pedro Santamarina
Mannschaftszeitfahren: 8. Platz

### Reiten
- Antonio Queipo
Springreiten: 26. Platz
Springreiten Mannschaft: 8. Platz

- Enrique Martínez
Springreiten: 25. Platz
Springreiten Mannschaft: 8. Platz

- Paco Goyoaga
Springreiten: 18. Platz
Springreiten Mannschaft: 8. Platz

### Ringen
- José Panizo
Halbschwergewicht, griechisch-römisch: in der 2. Runde ausgeschieden

### Schießen
- Juan Thomas
Schnellfeuerpistole 25 m: 33. Platz

- Juan García
Freie Pistole 50 m: 12. Platz

- Pedro Medina
Kleinkalibergewehr liegend 50 m: 62. Platz

- Jaime Bladas
Trap: 25. Platz

- José Luis Alonso Berbegal
Trap: 31. Platz

### Schwimmen
Männer
- José Miguel Espinosa
100 m Freistil: im Vorlauf ausgeschieden
4-mal-100-Meter-Lagen-Staffel: im Vorlauf ausgeschieden

- Antonio Pérez
100 m Freistil: im Vorlauf ausgeschieden
4-mal-200-Meter-Freistil-Staffel: im Vorlauf ausgeschieden

- Miguel Torres
1500 m Freistil: im Vorlauf ausgeschieden
4-mal-200-Meter-Freistil-Staffel: im Vorlauf ausgeschieden

- Juan Fortuny
400 m Lagen: im Vorlauf ausgeschieden
4-mal-200-Meter-Freistil-Staffel: im Vorlauf ausgeschieden

- Antonio Codina
4-mal-200-Meter-Freistil-Staffel: im Vorlauf ausgeschieden

- Jesús Cabrera
200 m Rücken: im Vorlauf ausgeschieden
4-mal-100-Meter-Lagen-Staffel: im Vorlauf ausgeschieden

- Nazario Padrón
200 m Brust: im Vorlauf ausgeschieden
4-mal-100-Meter-Lagen-Staffel: im Vorlauf ausgeschieden

- Joaquín Pujol
200 m Schmetterling: im Vorlauf ausgeschieden
4-mal-100-Meter-Lagen-Staffel: im Vorlauf ausgeschieden

Frauen
- Rita Pulido
100 m Freistil: im Vorlauf ausgeschieden
400 m Freistil: im Vorlauf ausgeschieden

- Isabel Castañe
200 m Brust: im Vorlauf ausgeschieden
400 m Lagen: im Vorlauf ausgeschieden

- María Ballesté
100 m Schmetterling: im Vorlauf ausgeschieden

### Segeln
- Juan Olabarri
Finn-Dinghy: 27. Platz